# Bárfy Antal
Bárfy Antal (Kispest, 1930. október 30. – Budapest, 2023. március 1.) magyar labdarúgó, középcsatár, fedezet, edző. Lánya Bárfy Ágnes válogatott labdarúgó.

## Pályafutása

### Klubcsapatban
1948 és 1953 között a Bp. Honvéd, 1954-ben a Bp. Vasas Izzó, 1955-ben a Szolnoki Légierő, 1956 és 1962 között a Vasas SC labdarúgója volt. Az 1957–58-as idényben tagja volt a Vasas BEK-elődöntős csapatának.

### A válogatottban
Egyszeres utánpótlás válogatott (1951), egyszeres B-válogatott (1953).

### Edzőként
Utánpótlás csapatokat edzett. 1965-től a Vasas, 1980-tól 1982-ig a Bp. Honvéd, majd rövid ideig ismét a Vasas edzője volt.

## Sikerei, díjai
- Magyar bajnokság
  - bajnok: 1952, 1960–61
  - 2.: 1951, 1953
  - 3.: 1959–60
- Bajnokcsapatok Európa-kupája (BEK)
  - elődöntős: 1957–58
- Közép-európai kupa (KK)
  - győztes: 1957
- A Gépipar Kiváló Dolgozója (1956)[4]